# Ipê
Ipê es un municipio ubicado en la Sierra Gaúcha. La ciudad forma parte del estado de Rio Grande do Sul, en el sur de Brasil. Fue designada como la Capital Nacional de la Agricultura Ecológica por la Ley N.º 12.238 del 19 de mayo de 2010.

## Geografía
Se encuentra a una latitud de 28° 49′ 12″ S y a una longitud de 51° 16′ 45″ O, a una altitud de 750 metros.
Tiene una superficie de 599,36 km² y su población estimada en 2022 era de 5.325 habitantes.
Ipê es uno de los municipios ubicados en la Región de la Uva y el Vino, donde hay una gran presencia de parreirais en el sur del municipio.

#### Dialectos
- Portugués brasileño
- Talian

## Historia
El municipio de Ipê tiene sus raíces a fines del siglo XIX, alrededor de 1880, cuando arrieros provenientes de los campos de Vacaria pasaban y hacían escala en la región mientras se dirigían a São Leopoldo, cruzando la Serra do Rio das Antas. En esa época, los extensos bosques que cubrían las tierras de Ipê permanecían prácticamente intactos, con la excepción de los pueblos indígenas que habitaban la región y se alimentaban de los recursos naturales.
Gradualmente, los agricultores comenzaron a ocupar la zona, plantando maíz y construyendo chozas. Muchos de los primeros habitantes eran luso-brasileños, descendientes de esclavos de los criadores de ganado. Estas chozas eran estructuras simples, generalmente hechas de tierra apisonada y tablas rajadas, con techos de tablillas.
Más tarde, llegaron inmigrantes italianos, provenientes de São Sebastião do Caí, a la región de Ipê. Para llegar allí, navegaban en barco hasta el Campo dos Bugres (actual Caxias do Sul) y luego caminaban o cabalgaban por la sierra, estableciéndose en las colonias de Antônio Prado y cerca de lo que sería el municipio de Ipê.
Los inmigrantes italianos contribuyeron al crecimiento y prosperidad de la región. El 31 de diciembre de 1890, la Cámara Municipal de Vacaria creó el 4.º Distrito, que, debido a la abundante presencia del exuberante árbol del Ipê, pasó a llamarse Vila Ipê.
Con el tiempo, la comunidad creció y surgieron ideas de emancipación. El 6 de septiembre de 1985, una reunión en el Club Ideal con líderes y residentes de Vila Ipê, Vila Segredo y Vila São Paulo, que eran respectivamente los distritos 4.º, 9.º y 11.º de Vacaria, eligió la Comisión de Emancipación, con los siguientes miembros: Osmar Vargas dos Santos (Presidente), Frei Casimiro Zaffonato (Vicepresidente), Cirilo Ciotta (1.º Secretario), Carlos Antonio Zanotto (2.º Secretario), Uldérico Marcon (1.º Tesorero), Darci Luiz Lovatel (2.º Tesorero), Delvino Magro (Subcomisión de Vila Segredo), Luiz Antônio Salvador (Subcomisión de Vila São Paulo).
El 21 de septiembre de 1987, los resultados del plebiscito proclamaron la victoria del SÍ, con 2.604 votos a favor y 465 en contra del NO. El 15 de diciembre de 1987, el entonces gobernador Pedro Simón promulgó la Ley 8.482, que creó el Municipio de Ipê. Este municipio fue constituido por los distritos de Vila Ipê, Vila Segredo y Vila São Paulo, que antes formaban parte del municipio de Vacaria. La sede del nuevo municipio se estableció en Vila Ipê.
En 1 de enero de 1989, el Municipio de Ipê fue instalado administrativamente, con el Sr. Protázio Duarte Guazzelli como el primer alcalde electo.
El gentilicio para los habitantes de Ipê es "ipeense."

#### Formación Administrativa
- El distrito de São Luiz de França fue creado por el acto municipal n.º 696, el 31-12-1890, subordinado al municipio de Vacaria.
- En 1938, el distrito pasó a llamarse Colônia São Luís de França.
- En 1938, el distrito tomó el nombre de Ipê.
- En las divisiones administrativas de 1960, 1983, 1993 y 2007, el distrito de Ipê permaneció bajo la jurisdicción del municipio de Vacaria.
- En 1987, se promulgó la Ley 8.482, que creó el Municipio de Ipê, desmembrado de Vacaria. El municipio incluyó los distritos de Vila Ipê, Vila Segredo y Vila São Paulo. La sede del nuevo municipio quedó en Vila Ipê.
- La instalación administrativa del Municipio de Ipê ocurrió el 1 de enero de 1989.

### Nomenclaturas
| Nomenclaturas | Anos |
| ------------- | ---- |
| Formigueiro   | 1886 |
| São Luiz      | 1890 |
| Vila Ipê      | 1936 |
| Ipê*          | 1987 |

1. ↑  Nomenclatura racista dada por los inmigrantes italianos.[3]

## Política
| N.º | Nombre                   | Inicio del mandato | Fin del mandato | Observaciones                       |
| --- | ------------------------ | ------------------ | --------------- | ----------------------------------- |
| 1   | Protázio Duarte Guazzeli | 1989               | 1992            |                                     |
| 2   | Enaudy Sartor            | 1993               | 1996            |                                     |
| 3   | Darci Zanotto            | 1997               | 2000            |                                     |
| 4   | Darci Zanotto            | 2001               | 2004            |                                     |
| 5   | Carlos Antônio Zanotto   | 2005               | 2008            |                                     |
| 6   | Carlos Antônio Zanotto   | 2000               | 2012            |                                     |
| 7   | Valerio Ernesto Marcon   | 2013               | 2016            |                                     |
| 8   | Valerio Ernesto Marcon   | 2017               | 2020            |                                     |
| 9   | Cassiano de Zorzi Caon   | 2021               | *2023           | Mandato Incompleto                  |
| 9.1 | José Mário Grazziotin    | 2023               | 2024            | Posse da Prefeitura ao Vice de Caon |
| 10  | José Mário Grazziotin    | 2025               | 2028            |                                     |

Fallecimiento del prefecto durante su mandato